# Luitpold Braun
Luitpold Braun (* 11. August 1950 in Schongau) ist ein deutscher Kommunalpolitiker (CSU) und Buchautor. Er war von 1996 bis Ende April 2008 Landrat des oberbayerischen Landkreises Weilheim-Schongau. In der CSU war er Landesvorsitzender der Kommunalpolitischen Vereinigung und Mitglied des Parteivorstands. 

## Politische Laufbahn
Brauns politische Karriere begann 1967 mit dem Eintritt in die CSU. Ein Jahr später wurde er stellvertretender JU-Ortsvorsitzender und Mitglied des CSU-Ortsvorstands von Schongau. Von 1969 bis 1971 war Braun JU-Ortsvorsitzender und ab 1973 (bis 1987) stellvertretender CSU-Ortsvorsitzender. Sein erstes politisches Mandat übernahm Braun 1972, als er zum Stadtrat seiner Heimatstadt Schongau gewählt wurde. 1983 wurde er zum 1. Bürgermeister der Stadt gewählt und blieb nach mehrmaliger Wiederwahl bis 1996 in diesem Amt. In seine 13-jährige Amtszeit fiel die Sanierung der Schongauer Altstadt. Die Infrastruktur der Stadt erfuhr Verbesserungen durch die Erweiterung des Gymnasiums, die Sanierung des Freibades und der Einrichtung eines Jugendzentrums.
Nachdem Braun schon von 1984 an als Kreisrat dem Kreistag des Landkreises Weilheim-Schongau angehört hatte und von September 1995 bis April 1996 stellvertretender Landrat war, wurde er bei der Kommunalwahl im März 1996 durch Stichwahl zum Landrat gewählt. Dieses Amt trat er am 1. Mai 1996 an. Am 3. März 2002 wurde er mit 70,2 Prozent für weitere sechs Jahre wiedergewählt.
Seine Laufbahn in der CSU hat ihn über den stellvertretenden Vorsitz des CSU-Kreisverbandes Weilheim-Schongau (seit 1987) und leitenden Funktionen in der Kommunalpolitischen Vereinigung (1990 bis 1994 Bezirksvorsitzender Oberbayern, seit 1994 Landesvorsitzender) in den CSU-Parteivorstand geführt. Seit 1995 gehört er diesem Gremium an, zunächst durch Kooptation, seit 2007 durch Wahl.
Bei der Wahl zum Landrat 2008 unterlag Luitpold Braun in einer Stichwahl mit 46,28 % der Stimmen dem SPD-Kandidaten Friedrich Zeller. Braun kündigte daraufhin an, sich aus der Politik zurückziehen zu wollen.

## Sonstige Ämter
- Vorsitzender des Verwaltungsrats der Kreissparkasse Schongau (1996 bis 2008)
- Vorsitzender des Aufsichtsrats der Krankenhaus GmbH Landkreis Weilheim-Schongau (bis 2008)

## Auszeichnungen
- 2004: Kommunale Verdienstmedaille in Silber
- 2007: Bayerischer Verdienstorden

## Werke
- Liutpold Braun, Der unbekannte Strauß – die Schongauer Jahre, Schongau 1992

| Personendaten    | Personendaten               |
| ---------------- | --------------------------- |
| NAME             | Braun, Luitpold             |
| KURZBESCHREIBUNG | deutscher Kommunalpolitiker |
| GEBURTSDATUM     | 11. August 1950             |
| GEBURTSORT       | Schongau                    |